# Ньюкасл (фильм)
«Ньюка́сл» (англ. Newcastle) — фильм режиссёра Дэна Кастла о начинающем сёрфингисте, который мечтает стать профессионалом и вырваться из рабочего класса. Фильм снят в 2008 году.

## Сюжет
Семнадцатилетний Джесси занимается сёрфингом и мечтает выбиться в профессионалы. Но из-за собственных неудач и неудачи сводного старшего брата Виктора начинает терять уверенность в себе. Всё это сказывается на выступлении в отборочном мероприятии, призовое место в котором обеспечивает участие в более значимом соревновании. Джесси занимает только третье место, а как назло ему в этом году только два первых места являются призовыми. Джесси ссорится с друзьями, один из которых — Энди, занял второе место, а другой — Нэйтен, как считает Джесси, помешал ему получить хороший балл, так как занял его волну. Тогда Скотти — третий товарищ, предлагает отвлечься от соревнований и оттянуться на выходных в поездке на пляж за городом. Они приглашают местных девушек — Лею и Дебру, а также к ним присоединяется брат Джесси — Фергус. Джесси с ним, как и с Виктором, не очень дружен и поэтому не хочет, чтобы он ехал, но Энди вступается за него.
Вечером на пляже, где они разбили лагерь, у костра Скотти произносит тост за Энди — будущего чемпиона. Джесси, переживающий очередную неудачу, не рад слышать подобное заявление и он опять ссорится с друзьями.
Утром, когда ребята катались на сёрфинге, а девушки загорали на пляже, туда же приезжает Виктор со своими друзьями. Старшие парни решают показать «салагам» кто здесь профессионалы и это приводит к несчастному случаю с Энди и Виктором. Спасти удаётся только Энди, который получил серьёзные травмы.
Из-за травм Энди не может выступать на соревновании, и этот шанс выпадает Джесси, так как он занял следующее-третье место. Но Джесси, который раньше за этот шанс отдал бы всё на свете, теперь, пережив трагедию, понимает, что это не самое главное в жизни. Он думает отказаться от участия, но поговорив с Энди, дедушкой, а потом и с Фергусом, с которым он стал намного ближе, чем был до этого, принимает решение выступать на соревновании. Но уже иначе, совершенно спокойно, не переживая, он ждёт свою волну.

## В ролях
- Лаклан Бьюкенен — Джесси
- Ксавьер Сэмюэл — Фергус
- Решад Стрик — Виктор
- Кирк Дженкинс — Энди
- Израэль Кеннан — Скотти
- Бен Милликен — Нэйтен
- Ребекка Бридс — Лиа
- Дебра Адес — Дебра
- Джиджи Эджли — Сандра
- Энтони Хейз — Дэнни

## Дополнительные факты
- Израэль Кеннан (англ. Israel Cannan), исполнитель роли Скотти — музыкант. Для фильма написал песню[2].